# Terre adélice
Cet article possède un paronyme, voir Terre Adélie.

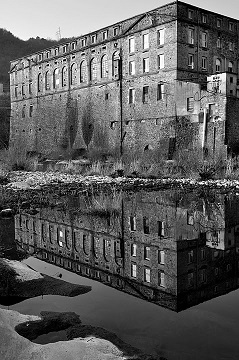
Le moulinage du Moulinon - Saint Sauveur de Montagut.

Terre adélice est l'enseigne d'un fabricant glacier industriel français. Cette société est spécialisée dans la fabrication de sorbets et de crèmes glacées biologiques. Elle est installée à Saint-Sauveur-de-Montagut, dans le département de l’Ardèche.

## Histoire
L'entreprise est fondée par deux frères, Bertrand et Xavier Rousselle, en 1996, à Saint-Etienne-de-Serre. Une année auparavant, tous deux, en reconversion professionnelle, s'installent chez leur beau-frère, un éleveur producteur fermier de picodon (un fromage du sud-est Massif central). Les deux frères ont alors l’idée de transformer les productions fruitières de la filière agricole spécialisée du pays ardéchois en montant une entreprise de fabrication de crèmes glacées et de sorbets. Leur communication marketing est basée sur la mise en avant des recettes et le choix dans l'achat des produits agricoles.
En 2007, les frères Rousselle transfèrent leur entreprise à Saint-Sauveur-de-Montagut dans un ancien et immense moulinage de fil de vers à soie. De 20 000 litres de sorbets fabriqués en 1996, ils passent à 200 000 litres en 2010, puis à 320 000 litres en 2014, à 400 000 litres en 2015 et à 450 000 litres en 2017. Terre adélice possède parmi sa clientèle quelques grands noms de la restauration comme Paul Bocuse ou encore Alain Ducasse.
Les actionnaires de cette entreprise sont tous de la famille Rousselle.

## Activité
Terre adélice utilise dans ses sorbets des fruits achetés « au moment de la récolte », « à maturité », et « issus des vergers de l’Ardèche » ou de la région Rhône-Alpes, dans un périmètre de 40 kilomètres ». L'entreprise tire parti de l'agriculture intensive alimentant la filière fruit de la région Rhône-Alpes, et « tire son épingle du jeu avec 50 salariés et des points de vente qui essaiment ».
Depuis 2009, l'entreprise a développé des fabrications élaborées à partir de produits agricoles labellisés AB (label certifiant commercialement un type d'agriculture biologique française) afin de « mettre en application les convictions personnelles des deux fondateurs ». En 2014, la gamme biologique  de cette société représente 55 % de la fabrication et 60 % du chiffre d'affaires. Aujourd'hui, ses glaces se retrouvent dans les enseignes de distribution biologiques comme dans les restaurants spécialisés.
En 2015, avec un volume de 400 000 litres de glace fabriqués, Terre adélice continue à s'industrialiser. Cette société investit 1,5 million d'euros dans des machines et double sa surface de transformation et de stockage, en lieu et place des anciennes salles de moulinage réhabilitées.

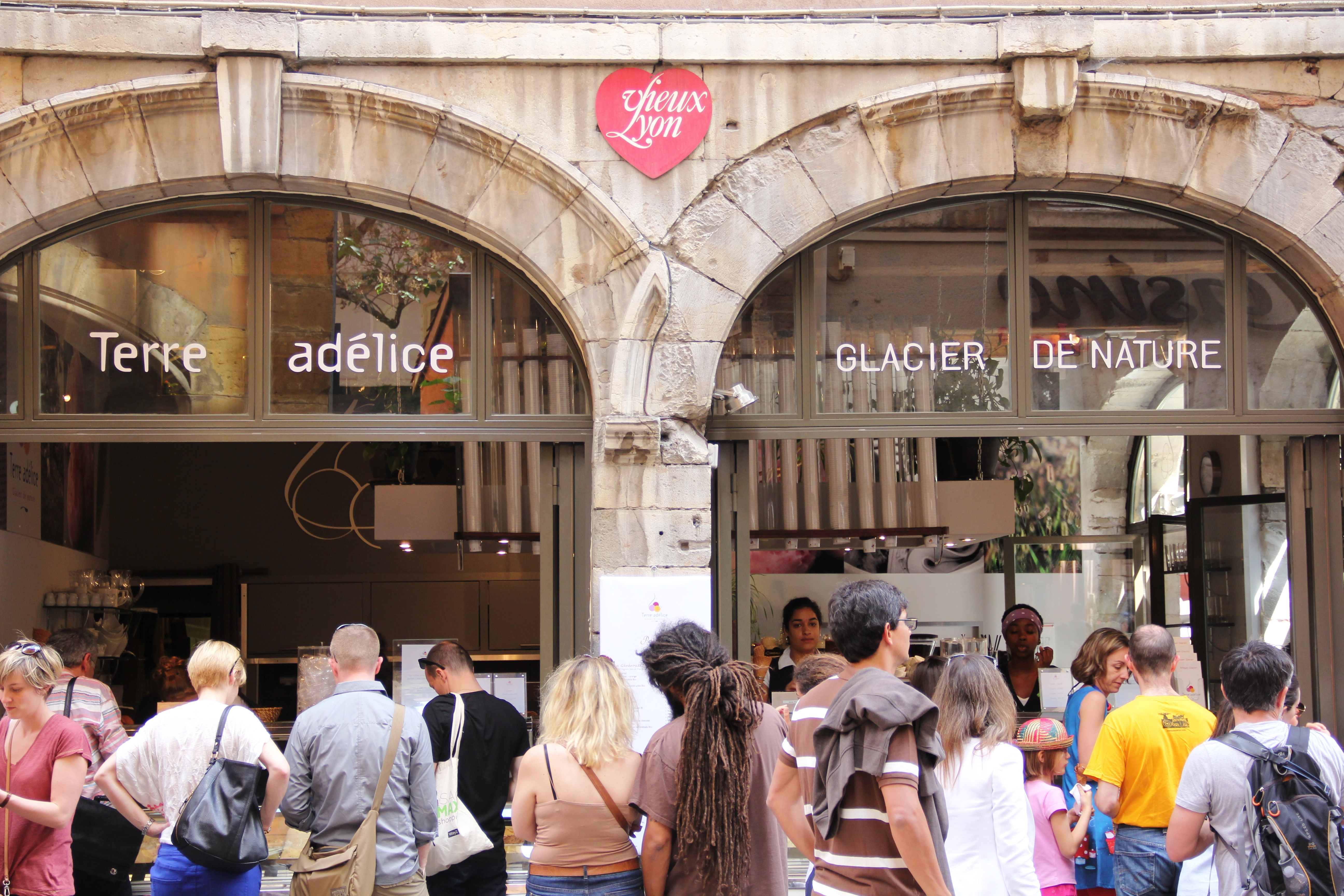
Terre adélice à Lyon

## Glacier
L'entreprise possède une filiale (TA Lyon) de vente au détail  dans le Vieux Lyon, 5e arrondissement de Lyon, mais également une autre filiale (TA Grenoble) dans le centre de Grenoble depuis début 2018, et propose 150 parfums.
TripAdvisor, un site internet, a classé cette société « meilleur glacier de France 2013 », et « quatrième meilleur glacier de France 2014 ».

## Liens connexes
- Crème glacée Lambert
- Berthillon
- Baskin-Robbins
- Laiterie de Coaticook